# Mr. Simple
Mr. Simple (Tiếng Hàn: 미스터 심플; Miseuteo Shimpeul) là album phòng thu thứ năm của nhóm nhạc nam Hàn Quốc Super Junior, được phát hành vào ngày 3 tháng 8 năm 2011 bởi SM Entertainment và KMP Holdings tại Hàn Quốc. Đây là album thứ hai của nhóm với đội hình mười người, sau "Bonamana" (2010). Album đã bán được hơn 79,000 bản trong tuần đầu tiên phát hành tại Hàn Quốc, đứng đầu các bảng xếp hạng về tiêu thụ album trong cả nước. Album đã bán được tổng cộng 287,427 bản vào cuối tháng 8 năm 2011 theo bảng xếp hạng Gaon Chart. Phiên bản repackaged của album là A-CHA được phát hành vào ngày 19 tháng 9 năm 2011.
Cho đến hết năm 2011, album đã giành được giải thưởng quan trọng nhất Disk Daesang Award tại lễ trao giải Golden Disk Awards lần thứ 26 và tại Seoul Music Awards lần thứ 21, cũng như giải quan trọng nhất của Mnet Asian Music Awards lần thứ 13 là Album of the Year. Album, bao gồm cả phiên bản repackaged, đã trở thành album bán chạy nhất năm 2011. Cuối tháng 3 năm 2012, album đã bán được tổng cộng 502,830 bản, trở thành album bán chạy nhất trong sự nghiệp âm nhạc của họ tính theo những bảng xếp hạng và doanh số bán đĩa của Hàn Quốc những năm gần đây, và là nhóm nhạc thứ 3 đạt được doanh số bán đĩa trên 500,000 bản của Hàn Quốc sau Kim Gunmo (Hestory, 2003) và TVXQ (Mirotic, 2008).

## Nền tảng và sự phát triển
Vào ngày 31 tháng 3 năm 2011, trưởng nhóm Leeteuk đã thông báo trong một buổi phóng vấn, "Chúng tôi sẽ trở lại với album thứ 5 sớm nhất có thể vào mùa hè này". Leeteuk và Eunhyuk cũng xác nhận trên chương trình radio của họ "Super Junior Kiss the Radio" vào ngày 1 tháng 6 năm 2011 rằng họ đang bắt đầu thu âm cho album sắp ra mắt. Heechul đã tweet lên Twitter ngày 2 tháng 6 năm 2011 rằng cả nhóm đang "phát điên với việc chuẩn bị cho album thứ 5, nhưng đến khi nó được phát hành, thì chính các bạn sẽ phát điên với nó". Dancer người Mỹ Kenny Wormald cũng nói trên twitter của mình vào ngày 11 tháng 7 năm 2011 rằng anh đang hướng dẫn Super Junior tập nhảy cho album mới. Cùng ngày hôm đó, Leeteuk và Eunhyuk tiết lộ trên "Super Junior Kiss the Radio" rằng nhạc sĩ viết lời hát Jinu (hitchhiker) đã tham gia vào phần sáng tác album của họ. Shim Jae Won, thầy dạy nhảy hiện tại và cựu thành viên nhóm nhạc đã tan rã Black Beat của SM cũng tweet một bức ảnh có hình những chiếc cốc với tên các thành viên Super Junior viết trên đó, cho biết sơ qua về vị trí của các thành viên trong vũ đạo của bài hát, cũng như hai bức hình luyện tập của các thành viên vào ngày hôm sau nhưng chỉ chụp phần chân. Bức ảnh teaser đầu tiên đã được tung ra vào ngày 20 tháng 7 năm 2011 với hình ảnh Eunhyuk trong trang phục đỏ và mái tóc bạch kim che kín mắt. Những bức ảnh teaser tiếp theo được đưa ra theo thứ tự là: Donghae, Leeteuk, Shindong, Kyuhyun, Sungmin, Ryeowook, Yesung, Siwon và Heechul. Cũng hôm đó, có một thông báo chính thức được đưa ra là ngày phát hành album sẽ là ngày 3 tháng 8. Vào ngày 22 tháng 7 năm 2011, nhóm bắt đầu ghi hình MV bài hát chủ đề của album.
Việc ghi hình hoàn tất vào ngày 24 tháng 7 năm 2011, với sự cập nhật thường xuyên của Shim Jaewon. Ngày 25 tháng 7, Jeon Hoon của Sonic Korea Studio thông báo rằng anh đang kiểm soát quá trình thực hiện album. Hai video teaser đã được tung ra ngày 1 tháng 8 năm 2011, trong đó teaser đầu tiên đã thu hút hơn 1 triệu lượt xem trên YouTube chỉ trong 1 ngày, còn teaser thứ hai thì làm được điều đó sau 2 ngày. Teaser đầu tiên, tính đến hết ngày thứ hai, thì đã vượt ngưỡng 2,500,000 lượt xem. Album nhạc số được phát hành ngày 2 tháng 8 thông qua rất nhiều trang web nghe nhạc trực tuyến của Hàn Quốc như Melon, Dosirak và Bugs, và chỉ trong vòng vài giờ thì tất cả các bài của album đều đã chiếm lĩnh hết những vị trí đầu tiên của các trang này. Album cũng được phát hành trên toàn thế giới thông qua iTunes vào ngày hôm đó, đứng ở vị trí thứ #28. CD album đã lên kệ ngày 3 tháng 8. Nhóm cũng đã có một buổi họp báo về việc phát hành album mới được diễn ra vào ngày 4 tháng 8 tại khách sạn Imperial Palace, Seoul, và music video đã được ra mắt trong buổi họp báo này. Chỉ trong vòng vài tiếng, MV này đã đạt hơn nửa triệu lượt xem trên youtube, và cứ mỗi phút lại tăng thêm khoảng 200 bình luận. MV đạt khoảng 1.5 triệu lượt xem tính cho đến cuối ngày hôm đó, và 3 triệu tính đến hết ngày thứ 2, lượng xem và bình luận cứ tăng đều đặn trên phạm vi toàn thế giới. MV Mr.Simple trở thành MV đầu tiên của một nhóm nhạc nam Hàn Quốc vượt qua con số 40 triệu lượt xem trên Youtube và hiện nay đã đạt đến khoảng gần 50 triệu lượt xem. Nó cũng đang là video có lượng bình luận nhiều nhất nằm trong top 5 của Youtube trên toàn thế giới (với khoảng 1,4 triệu bình luận).

## Âm nhạc
Album bao gồm nhiều bài thuộc thể loại synthpop, với bài hát chủ đề là Mr.Simple được coi là bài cuối cùng trong chuỗi các bài hát thuộc dòng SJ Funky (Super Junior Funky) từng được nhóm thể hiện qua "Sorry, Sorry" (2009) và "Bonamana" (2010). Các bài thuộc thể loại synthpop trong album gồm có Opera, Be My Girl, Walkin và My Love, My Kiss, My Heart. Những bài còn lại của album gồm có: hai ca khúc thuộc thể loại đồng quê đặc biệt Good Friends và Sunflower, một ca khúc electropop Feels Good, một bản hát lại ca khúc White Christmas của Jinu (hitchhiker) năm 1996, các ca khúc ballad Storm và Memories, và một sản phẩm hợp tác của Donghae với Chance của nhóm One Way có tên Y (Why), cũng như thêm cả phiên bản tiếng Hàn ca khúc "Perfection" trong mini album thứ hai phát hành năm 2011 của nhóm nhỏ Super Junior-M, với mục đích là "cho những fan Hàn Quốc có cơ hội thưởng thức âm nhạc của Super Junior-M, vốn đã từng xuất hiện tại khắp các sân khấu trên toàn châu Á". Trong phiên bản B của album có bổ sung thêm ca khúc "Superman" - được mô tả là "một ca khúc có hơi hướng của hip-hop khi được hát ở tông thấp".

## Quảng bá và phát hành
Super Junior đã có buổi họp báo ra mắt album mới tổ chức tại khách sạn Imperial Palace (Seoul), thu hút khoảng 200 phóng viên tham dự, bao gồm 70 phóng viên nước ngoài đến từ các nước Nhật Bản, Trung Quốc, Đài Loan, Thái Lan, Hồng Kông và Singapore, và nhóm cũng bày tỏ rằng đây có thể là album phòng thu cuối cùng trước khi Leeteuk và Heechul nhập ngũ vào năm 2012. Nhóm mong muốn được quảng bá cho album lâu nhất có thể một khi Leeteuk đang chuẩn bị nhập ngũ và giai đoạn chuẩn bị cho chuyến lưu diễn thế giới Super Junior the 1st world Tour - Super Show 4 cũng đang được xúc tiến. Leeteuk chia sẻ rằng sau khi anh ấy ra khỏi quân đội, nhóm sẽ tiếp tục phát hành album mới. Super Junior đã có màn trình diễn trở lại đầu tiên của album với ca khúc "Mr. Simple" và một bài khác không nằm trong album có tên "SUPERMAN" trên chương trình Music Bank vào ngày 5 tháng 8 năm 2011, trên Music Core ngày 6 tháng 8, ở Inkigayo ngày 7 tháng 8 và M! Countdown ngày 11 tháng 8. Giai đoạn quảng bá cho ca khúc bị gián đoạn vào 28 tháng 8 do quyết định nhập ngũ đột ngột của thành viên Heechul vào ngày 1 tháng 9 năm 2011, và những tuần sau đó thì nhóm chỉ còn quảng bá với 9 thành viên. Vào ngày 26 tháng 8, MV Superman đã được phát hành thông qua trang youtube SMTOWN của SM Entertainment, bao gồm những cảnh quay từ chuyến lưu diễn Super Show 3 cũng như hậu trường chụp ảnh và ghi hình cho MV "Mr. Simple".
Album phát hành ở Đài Loan dưới dạng nhạc số vào ngày 15 tháng 8 năm 2011, và CD album được phát hành ngay sau đó vào ngày 2 tháng 9 bởi Avex Đài Loan. Album cũng được lên kế hoạch phát hành thử ở Philippines bởi Universal Records vào ngày 1 tháng 10 năm 2011 nhưng sau đó được dời lại đến ngày 8 tháng 10 do ảnh hưởng của bão Nesat đến quá trình sản xuất. Phiên bản A của album được chính thức phát hành tại Philippines vào ngày 24 tháng 11.
Sau khi phát hành đĩa đơn "Mr. Simple" phiên bản Nhật, nhóm tiếp tục phát hành đĩa đơn thứ hai là "Opera" tại đây vào ngày 9 tháng 5 năm 2012. Đĩa đơn gồm một DVD với ca khúc đồng quê tempo ballad "Way", cùng với MV "Opera" phiên bản Nhật và cảnh hậu trường. Đĩa đơn có thể được đặt trước bắt đầu từ ngày 11 tháng 3 năm 2012. Phiên bản ngắn khoảng hơn 2 phút của MV "Opera" đã được phát hành trên trang youtube của Avex Nhật Bản từ ngày 24 tháng 4 năm 2012.

## Danh sách ca khúc

### Phiên bản A
| STT              | Nhan đề                                                        | Phổ lời                     | Phổ nhạc                                                                               | Thời lượng |
| ---------------- | -------------------------------------------------------------- | --------------------------- | -------------------------------------------------------------------------------------- | ---------- |
| 1.               | "Mr. Simple"                                                   | Yoo Young-jin               | Yoo Young-jin                                                                          | 3:59       |
| 2.               | "Opera" (오페라; Opera)                                        | Kenzie                      | Thomas Troelsen, Engelina Larsen                                                       | 3:01       |
| 3.               | "Be My Girl" (라라라라; Lalalala)                              | Kim Bu-min                  | Lanz, Henri Jouni Kristian, William Rappaport, Aku Rannila, Julimar Santos (aka J-son) | 3:09       |
| 4.               | "Walkin'"                                                      | Misfit                      | Denzil Remedios, Kibwe Luke, Sharif Slater, Ryan Jhun                                  | 3:46       |
| 5.               | "Storm" (폭풍; Pokpung)                                        | Kim Jung-bae                | Kenzie                                                                                 | 4:16       |
| 6.               | "Good Friends" (어느새 우린; Eoneusae Urin)                    | Yoon Jong-shin              | Yoon Jong-shin                                                                         | 3:57       |
| 7.               | "Feels Good" (결투; Gyeoltu)                                   |                             | Denniz Jamm, Qwan                                                                      | 3:19       |
| 8.               | "Memories" (기억을 따라; Gieogeul Ttara)                       | Park Jun-soo, Lee Yoon-jong | Park Jun-soo                                                                           | 4:11       |
| 9.               | "Sunflower" (해바라기; Haebaragi)                              | Hong Ji-yoo                 | Brandon Fraley                                                                         | 3:52       |
| 10.              | "White Christmas" (엉뚱한 상상; Eongttunghan Sangsang)         | Jinu (Hitchhiker)           | Jinu (Hitchhiker)                                                                      | 3:36       |
| 11.              | "Y"                                                            | Donghae, Chance             | Donghae, Chance, Super D                                                               | 3:27       |
| 12.              | "My Love, My Kiss, My Heart"                                   | Kim Taesung                 | Denzil Remedios, Kibwe Luke, Sharif Slater, Ryan Jhun                                  | 3:40       |
| 13.              | "Perfection" (태완미; Taewanmi) (Super Junior-M) (Bonus Track) | Lee Won-geun                | Mikkel Remee Sigvardt, Thomas Troelsen                                                 | 3:24       |
| Tổng thời lượng: | Tổng thời lượng:                                               | Tổng thời lượng:            | Tổng thời lượng:                                                                       | 47:37      |

### Phiên bản B
| Version B        | Version B                                              | Version B                                          | Version B                                                                              | Version B  |
| STT              | Nhan đề                                                | Phổ lời                                            | Phổ nhạc                                                                               | Thời lượng |
| ---------------- | ------------------------------------------------------ | -------------------------------------------------- | -------------------------------------------------------------------------------------- | ---------- |
| 1.               | "Superman"                                             | Yoo Young-jin, Eunhyuk, Donghae, Shindong, Leeteuk | Yoo Young-jin                                                                          | 3:21       |
| 2.               | "Mr. Simple"                                           | Yoo Young-jin                                      | Yoo Young-jin                                                                          | 3:59       |
| 3.               | "Opera" (오페라; Opera)                                | Kenzie                                             | Thomas Troelsen, Engelina Larsen                                                       | 3:01       |
| 4.               | "Be My Girl" (라라라라; Lalalala)                      | Kim Bu-min                                         | Lanz, Henri Jouni Kristian, William Rappaport, Aku Rannila, Julimar Santos (aka J-son) | 3:09       |
| 5.               | "Walkin'"                                              | Misfit                                             | Denzil Remedios, Kibwe Luke, Sharif Slater, Ryan Jhun                                  | 3:46       |
| 6.               | "Storm" (폭풍; Pokpung)                                | Kim Jung-bae                                       | Kenzie                                                                                 | 4:16       |
| 7.               | "Good Friends" (어느새 우린; Eoneusae Urin)            | Yoon Jong-shin                                     | Yoon Jong-shin                                                                         | 3:57       |
| 8.               | "Feels Good" (결투; Gyeoltu)                           | Hong Ji-yoo                                        | Denniz Jamm, Qwan                                                                      | 3:19       |
| 9.               | "Memories" (기억을 따라; Gieogeul Ttara)               | Park Jun-soo, Lee Yoon-jong                        | Park Jun-soo                                                                           | 4:11       |
| 10.              | "Sunflower" (해바라기; Haebaragi)                      | Hong Ji-yoo                                        | Brandon Fraley                                                                         | 3:52       |
| 11.              | "White Christmas" (엉뚱한 상상; Eongttunghan Sangsang) | Jinu (Hitchhiker)                                  | Jinu (Hitchhiker)                                                                      | 3:36       |
| 12.              | "Y"                                                    | Donghae, Chance                                    | Donghae, Chance, Super D                                                               | 3:27       |
| 13.              | "My Love, My Kiss, My Heart"                           | Kim Taesung                                        | Denzil Remedios, Kibwe Luke, Sharif Slater, Ryan Jhun                                  | 3:40       |
| Tổng thời lượng: | Tổng thời lượng:                                       | Tổng thời lượng:                                   | Tổng thời lượng:                                                                       | 47:34      |

### Phiên bản C
| repackaged: A-CHA | repackaged: A-CHA                                      | repackaged: A-CHA                                    | repackaged: A-CHA                                                                      | repackaged: A-CHA |
| STT               | Nhan đề                                                | Phổ lời                                              | Phổ nhạc                                                                               | Thời lượng        |
| ----------------- | ------------------------------------------------------ | ---------------------------------------------------- | -------------------------------------------------------------------------------------- | ----------------- |
| 1.                | "Superman"                                             | Yoo Young-jin                                        | Yoo Young-jin                                                                          | 3:21              |
| 2.                | "A-CHA"                                                | Kim Bu-min                                           | Hitchhiker                                                                             | 3:18              |
| 3.                | "Mr. Simple"                                           | Yoo Young-jin                                        | Yoo Young-jin                                                                          | 3:59              |
| 4.                | "Oops!" (song ca với f(x))                             | Leeteuk, Heechul, Shindong, Eunhyuk, Donghae, Misfit | Kalle Engstrom, William J Fuller                                                       | 3:44              |
| 5.                | "A Day" (하루에; Harue)                                | Kim Jungbae                                          | Kenzie                                                                                 | 3:27              |
| 6.                | "Andante" (안단테; Andante)                            | Misfit                                               | Leeteuk, Henry, Kim Kyuwon                                                             | 3:06              |
| 7.                | "Opera" (오페라; Opera)                                | Kenzie                                               | Thomas Troelsen, Engelina Larsen                                                       | 3:01              |
| 8.                | "Be My Girl" (라라라라; Lalalala)                      | Kim Bu-min                                           | Lanz, Henri Jouni Kristian, William Rappaport, Aku Rannila, Julimar Santos (aka J-son) | 3:09              |
| 9.                | "Walkin'"                                              | Misfit                                               | Denzil Remedios, Kibwe Luke, Sharif Slater, Ryan Jhun                                  | 3:46              |
| 10.               | "Storm" (폭풍; Pokpung)                                | Kim Jung-bae                                         | Kenzie                                                                                 | 4:16              |
| 11.               | "Good Friends" (어느새 우린; Eoneusae Urin)            | Yoon Jong-shin                                       | Yoon Jong-shin                                                                         | 3:57              |
| 12.               | "Feels Good" (결투; Gyeoltu)                           | Hong Ji-yoo                                          | Denniz Jamm, Qwan                                                                      | 3:19              |
| 13.               | "Memories" (기억을 따라; Gieogeul Ttara)               | Park Jun-soo, Lee Yoon-jong                          | Park Jun-soo                                                                           | 4:11              |
| 14.               | "Sunflower" (해바라기; Haebaragi)                      | Hong Ji-yoo                                          | Brandon Fraley                                                                         | 3:52              |
| 15.               | "White Christmas" (엉뚱한 상상; Eongttunghan Sangsang) | Jinu (Hitchhiker)                                    | Jinu (Hitchhiker)                                                                      | 3:36              |
| 16.               | "Y"                                                    | Donghae, Chance                                      | Donghae, Chance, Super D                                                               | 3:27              |
| 17.               | "My Love, My Kiss, My Heart"                           | Kim Taesung                                          | Denzil Remedios, Kibwe Luke, Sharif Slater, Ryan Jhun                                  | 3:40              |
| Tổng thời lượng:  | Tổng thời lượng:                                       | Tổng thời lượng:                                     | Tổng thời lượng:                                                                       | 61:12             |

## Doanh số bán và thứ hạng
Album ra mắt ở vị trí cao nhất trên bảng xếp hạng của Hanteo Charts, bán được tổng cộng 79,152 bản ngay trong tuần đầu phát hành. Bên cạnh đó, album cũng đã đứng thứ nhất trên bảng xếp hạng album được đặt mua trực tuyến của Nhật Tower Records. Các bài trong album, đặc biệt là bài hát chủ đề "Mr.Simple", đã nhanh chóng chiếm giữ những vị trí đầu tiên trên các bảng xếp hạng nhạc số cũng như đứng đầu tại các bảng xếp hạng doanh số CD album tại Hanteo, Hottracks và Yes24. Album được phát hành ở 11 nước châu Á.
Album ra mắt ở vị trí thứ 3 trên bảng xếp hạng album thế giới Billboard World Albums Chart. Album được dự tính là bán được khoảng 100,000 bản sau hai tuần phát hành, nhưng thực sự là còn hơn thế nữa khi tổng số album bán được của phiên bản đầu tiên đạt tới con số 130,000 bản. Cuối tháng 8 năm 2011, album bán được tổng cộng 287,427 bản theo Gaon charts. Trong khi đó, phiên bản repackaged có tên "A-CHA", được phát hành ngày 19 tháng 9, cũng đã đứng vị trí #1 trên bảng xếp hạng của Hanteo Charts chỉ sau vài giờ phát hành. Phiên bản repackaged đã bán được tổng cộng 52,000 bản tính cho đến cuối tháng 9, theo Hanteo charts, đứng thứ 2 trong bảng xếp hạng tháng 9, sau In Heaven của JYJ.
Phiên bản repackaged này đứng thứ 3 trong bảng xếp hạng tháng 9 của Gaon Chart với 97,210 bản được bán ra.
Theo số liệu bán album cuối năm 2011 của Hanteo chart, Mr. Simple version A đã là album bán chạy nhất năm với khoảng hơn 200,000 bản. Với con số đó, cùng với phiên bản B và phiên bản repackaged của Mr. Simple, và các album khác mà nhóm bán được trong năm 2011, Super Junior trở thành nhóm nhạc bán được nhiều album nhất trong năm với tổng số khoảng 340,000 album đã được bán ra, bỏ xa nhóm đứng thứ hai chỉ có tổng số album là hơn 200,000 bản. Còn theo danh sách doanh số album cuối năm 2011 công bố bởi Gaon Chart, thì Mr. Simple phiên bản A đứng thứ 2 trong số những album bán chạy nhất năm với 343,348 bản được bán ra và phiên bản repackaged đứng thứ 7 với 129,894 bản. Do đó, tổng số album "Mr. Simple" đã bán được trong phạm vi Hàn Quốc là 473,242 bản. Vào ngày 12 tháng 4 năm 2012, Gaon Chart công bố doanh số album tháng 3, và thông báo rằng album này đã bán được tổng cộng 502,830 bản, trở thành album đầu tiên trong 4 năm qua đạt đến con số nửa triệu bản kể từ sau album thứ 8 của Kim Gun Mo là He-story vào năm 2003 và album thứ tư của TVXQ là Mirotic vào năm 2008. Hiện nay, doanh số album Mr. Simple đã đạt đến 517,155 bản (tính đến hết tháng 5 năm 2012 theo số liệu của Gaon chart), và con số này vẫn còn tiếp tục tăng lên.

### Xếp hạng
| Bảng xếp hạng               | Quốc gia    | Thời gian | Vị trí cao nhất |
| --------------------------- | ----------- | --- | --------------- |
| Hanteo Album Chart          | Hàn Quốc    | | 1               |
| Gaon Weekly Album Chart     | Hàn Quốc    | 31 tháng 7 - 6 tháng 8 năm 2011 7 - 13 tháng 8 năm 2011 21 - 27 tháng 8 năm 2011 28 tháng 8 - 3 tháng 9 năm 2011 | 1               |
| Oricon Weekly Album Chart   | Nhật Bản    | 8 - 14 tháng 8 năm 2011                                                                                          | 17              |
| Billboard World Album Chart | Hoa Kỳ      | tuần của 20 tháng 8 năm 2011                                                                                     | 3               |
| Odyssey Weekly Album Chart  | Philippines | | 1               |

### Doanh số theo Gaon Chart[43]
| Tháng          | Vị trí | Doanh số tháng | Tổng doanh số |
| -------------- | ------ | -------------- | ------------- |
| Tháng 8, 2011  | 1      | 287,427        | 287,427       |
| Tháng 9, 2011  | 5      | 31,242         | 318,669       |
| Tháng 10, 2011 | 13     | 10,366         | 329,035       |
| Tháng 11, 2011 | 14     | 10,672         | 339,707       |
| Tháng 12, 2011 | 20     | 3,641          | 343,348       |
| Tháng 1, 2012  | 12     | 6,028          | 349,376       |
| Tháng 2, 2012  | 32     | 2,504          | 351,880       |
| Tháng 3, 2012  | 28     | 3,209          | 355,089       |
| Tháng 4, 2012  | 33     | 3,482          | 358,571       |
| Tháng 5, 2012  | 48     | 2,042          | 360,613       |

| Tháng          | Vị trí | Doanh số tháng | Tổng doanh số |
| -------------- | ------ | -------------- | ------------- |
| Tháng 9, 2011  | 3      | 97,210         | 97,210        |
| Tháng 10, 2011 | 9      | 14,892         | 112,192       |
| Tháng 11, 2011 | 13     | 10,746         | 122,938       |
| Tháng 12, 2011 | 10     | 6,956          | 129,894       |
| Tháng 1, 2012  | 8      | 10,174         | 140,068       |
| Tháng 2, 2012  | 22     | 3,756          | 143,824       |
| Tháng 3, 2012  | 20     | 3,917          | 147,741       |
| Tháng 4, 2012  | 28     | 4,158          | 151,899       |
| Tháng 5, 2012  | 23     | 4,643          | 156,542       |

| Tháng          | Doanh số tháng | Tổng doanh số |
| -------------- | -------------- | ------------- |
| Tháng 8, 2011  | 287,427        | 287,427       |
| Tháng 9, 2011  | 128,452        | 415,879       |
| Tháng 10, 2011 | 25,258         | 441,227       |
| Tháng 11, 2011 | 21,418         | 462,645       |
| Tháng 12, 2011 | 10,597         | 473,242       |
| Tháng 1, 2012  | 16,202         | 489,444       |
| Tháng 2, 2012  | 6,260          | 495,704       |
| Tháng 3, 2012  | 7,126          | 502,830       |
| Tháng 4, 2012  | 7,640          | 510,470       |
| Tháng 5, 2012  | 6,685          | 517,155       |

## Phát hành
| Quốc gia    | Ngày | Định dạng                  | Công ty phát hành     |
| ----------- | --- | -------------------------- | --------------------- |
| Hàn Quốc    | 2 tháng 8 năm 2011 3 tháng 8 năm 2011 (Type A) 22 tháng 8 năm 2011 (Type B) 19 tháng 9 năm 2011 (Type C)                                 | Nhạc số CD CD CD, Nhạc số  | KMP Holdings          |
| Nhật Bản    | 6 tháng 8 năm 2011 | CD (nhập khẩu từ Hàn Quốc) | Avex Trax             |
| Đài Loan    | 15 tháng 8 năm 2011 2 tháng 9 năm 2011 (Type A)                                                                                          | Nhạc số CD                 | Avex Taiwan           |
| Philippines | 8 tháng 10 năm 2011 (Type A; pre-release) 24 tháng 11 năm 2011 (Type A; official release) 17 tháng 12 năm 2011 (Type B & C; pre-release) | CD                         | Universal Records     |
| Singapore   | 29 tháng 9 năm 2011 (Type C) | CD                         | Universal Music Group |
| Malaysia    | 12 tháng 9 năm 2011 (Type B) 10 tháng 10 năm 2011 (Type C)                                                                               | CD                         | Universal Music Group |

## Thành phần tham gia tạo nên album
Trích dẫn từ version A của album, trừ đôi chỗ chỉ nói tóm lược.
- Super Junior - vocals, background vocals
  - Leeteuk - vocal, rap
  - Heechul - vocal
  - Yesung - main vocal, background vocal
  - Shindong - vocal, rap
  - Sungmin - lead vocal, background vocal
  - Eunhyuk - vocal, rap
  - Siwon - vocal
  - Donghae - lead vocal, rap
  - Ryeowook -main vocal, background vocal
  - Kyuhyun - main vocal, background vocal
- Super Junior-M - vocals, background vocals ("Perfection")
  - Zhoumi - vocal
  - Henry - vocal
- Yoo Youngjin - background vocal
- Kang Sungho - background vocal
- Park Il - background vocal
- Chance (One Way) - background vocal
- Hitchhiker - background vocal, guitar, keyboard, synth và chỉ đạo giọng beats, bass, sound processing
- Thomas Troelsen - background vocal
- TST - brass section
- Choi Wonhyuk - bass
- Kim Jungbae - guitar
- Lee Hwa - piano
- Yoong - string section
- Shin Seokchul - Trống
- Choi Hoon - bass
- Cho Jeongchi - guitar
- Go Gyeongchun - keyboard
- Lee Sungryeol - guitar
- Park Cham - guitar
- Super D - keyboard
- Kim Kyuwon - pro-tools editing
- Goo Jongpil - mixing
- Nam Koongjin - mixing
- Lee Seungho - mixing
- Jeon Hoon - tổng giám sát (tại Sonic Korea)

## Giải thưởng
- 26th Golden Disk Awards: Disk Bonsang Award
- 26th Golden Disk Awards: Disk Daesang Award
- 21st Seoul Music Awards: Disk Bonsang Award
- 21st Seoul Music Awards: Disk Daesang Award
- 13th Mnet Asian Music Awards 2011: Album of The Year[45]